# Okres Deutschlandsberg
Okres Deutschlandsberg je okres v rakouské spolkové zemi Štýrsko. Má rozlohu 864 km² a žije tam 60 410 obyvatel (k 1. 4. 2015). Sídlem okresu je město Deutschlandsberg. Okres sousedí se štýrskými okresy Voitsberg, Štýrský Hradec-okolí a Leibnitz, se spolkovou zemí Korutany a se Slovinskem. Okres se dále člení na 15 obcí (z toho 1 město a 10 městysů).

## Města a obce

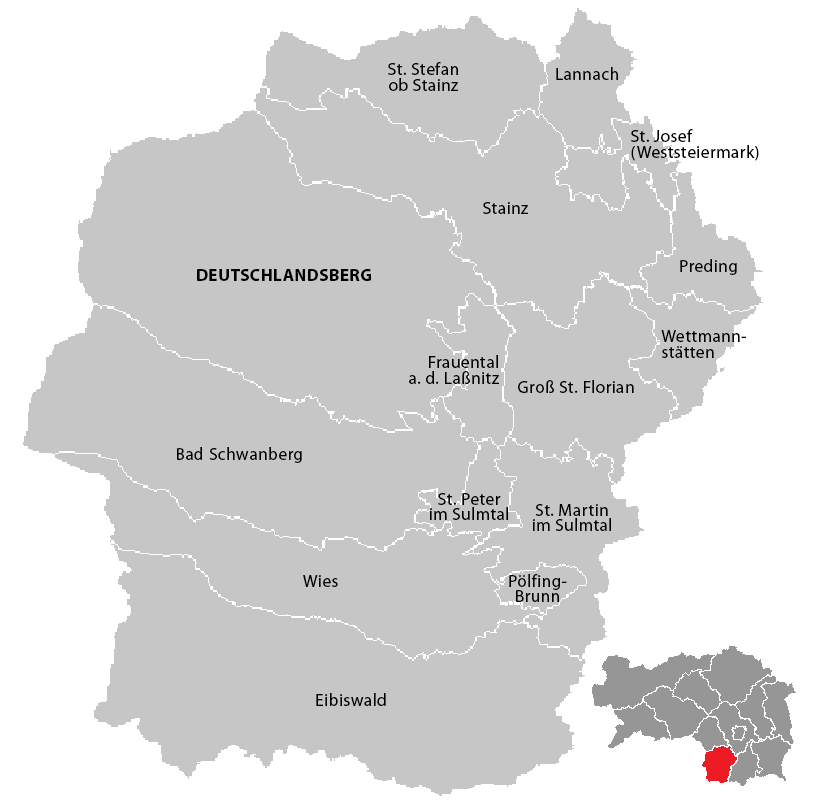
Obce v okrese Deutschlandsberg

| Město: - Deutschlandsberg Městysy: - Eibiswald - Frauental an der Laßnitz - Groß Sankt Florian - Lannach - Pölfing-Brunn - Preding - Schwanberg - Stainz - Wettmannstätten - Wies | Obce: - Sankt Josef - Sankt Martin im Sulmtal - Sankt Peter im Sulmtal - Sankt Stefan ob Stainz |